# Sumber Suko Jaya
Sumber Suko Jaya is een bestuurslaag in het regentschap Ogan Komering Ulu van de provincie Zuid-Sumatra, Indonesië. Sumber Suko Jaya telt 1947 inwoners (volkstelling 2010).